# 食用花

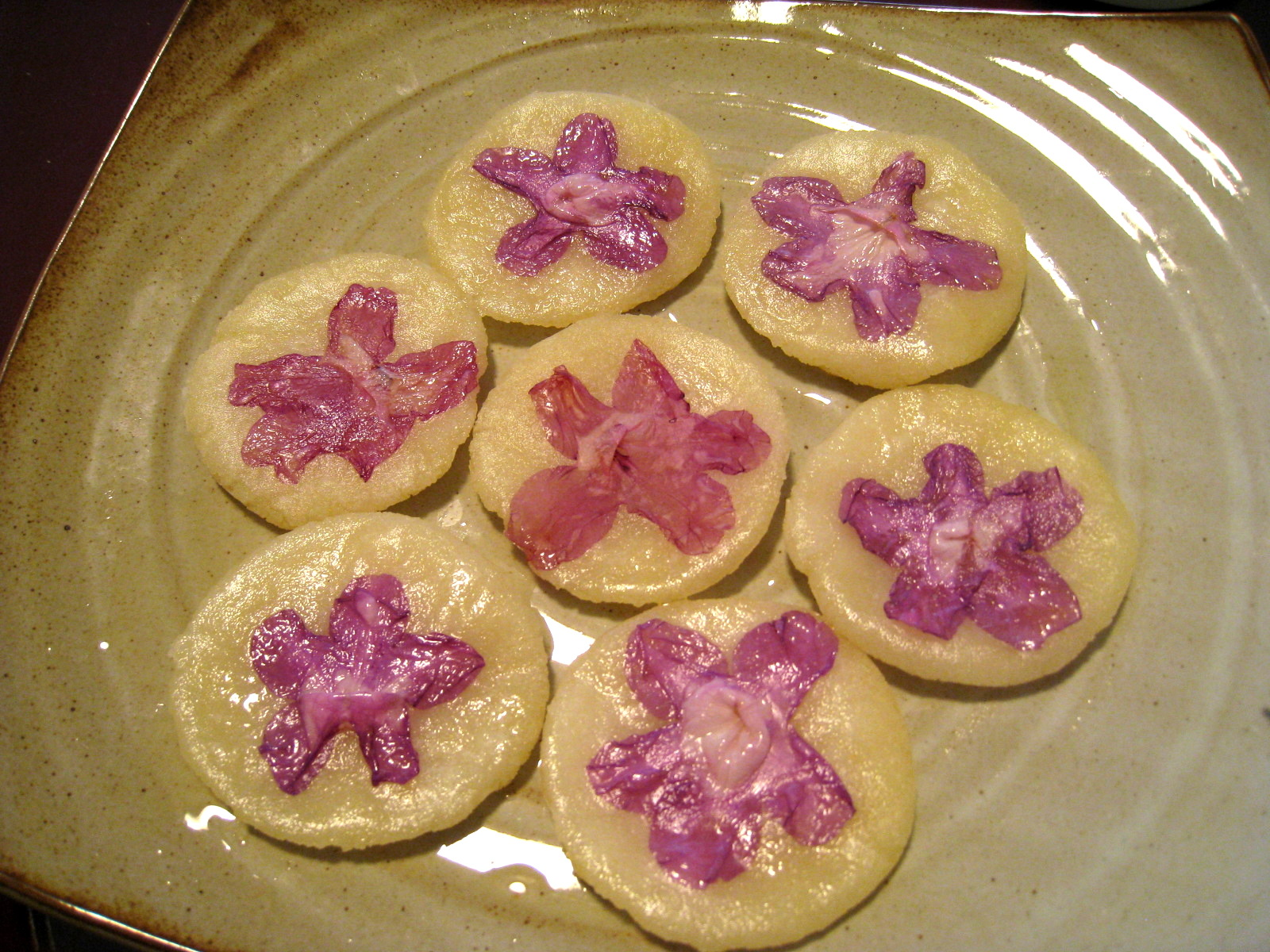
韓國的杜鵑花煎

食用花是指一些可以安全食用的花朵。這些植物的花可能被視為一種蔬菜，作为正餐的一部分；又或被用作香草，來為菜餚增味。花的食用見於世界多個地區的菜餚，包括亞洲、歐洲及中東。

## 使用方式

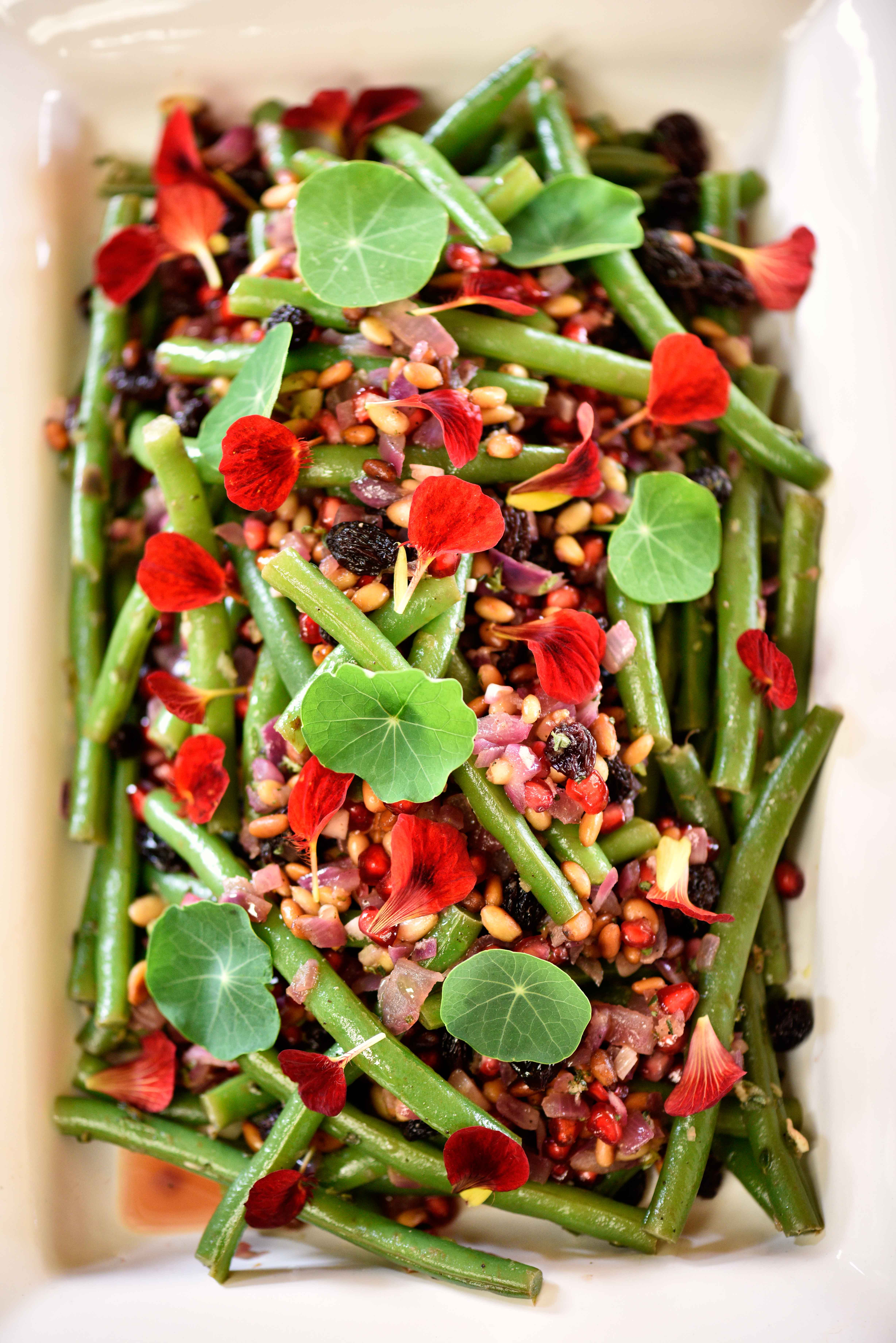
沙律中的金蓮花

食用花在料理中主要有三個功能：當作蔬菜食用、取其外觀、或取其味道。由於有着強烈且獨特的味道、質感及顏色，食用花在西方烹調世界成為了有創意及新穎的食材而變得愈來愈普及，並且為食物提供了口味、香味及裝飾。

### 蔬菜

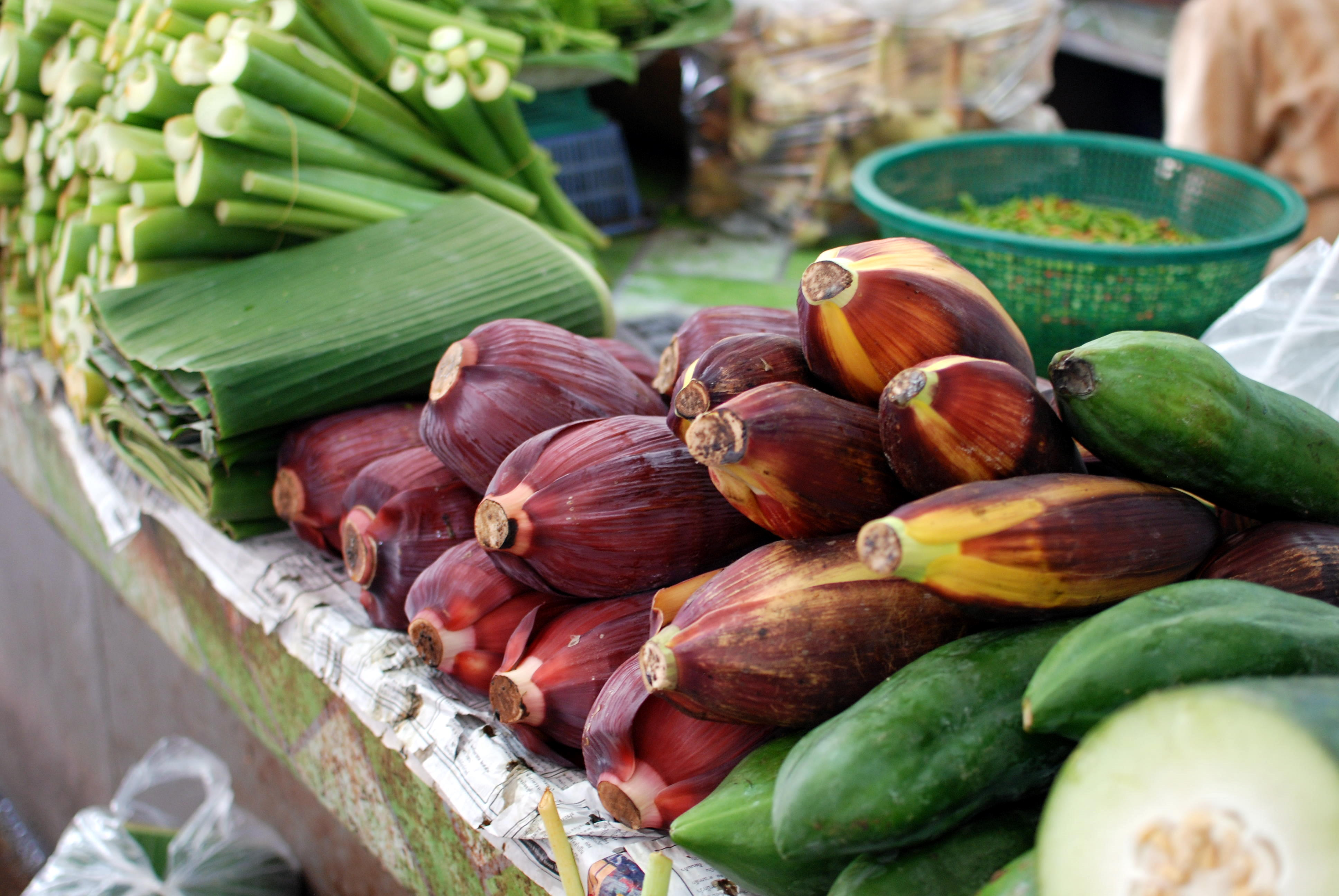
泰國市場上賣的香蕉花

作為蔬菜而食用的花包括：金針花、蘘荷、西兰花、花椰菜和洋蓟等。南瓜和櫛瓜的花可以裹粉油炸，其他的當直接食用的花卉有西洋菜、菊花、香石竹、香蒲、金银花、菊苣、矢车菊、香蕉和向日葵等等。有些地方會在春天採集野菜花做成季節食物，例如朝鮮半島的花煎、日本的櫻餅。
有些花的營養成份很高，例如蒲公英含有大量的多酚和抗氧化剂。

### 外觀

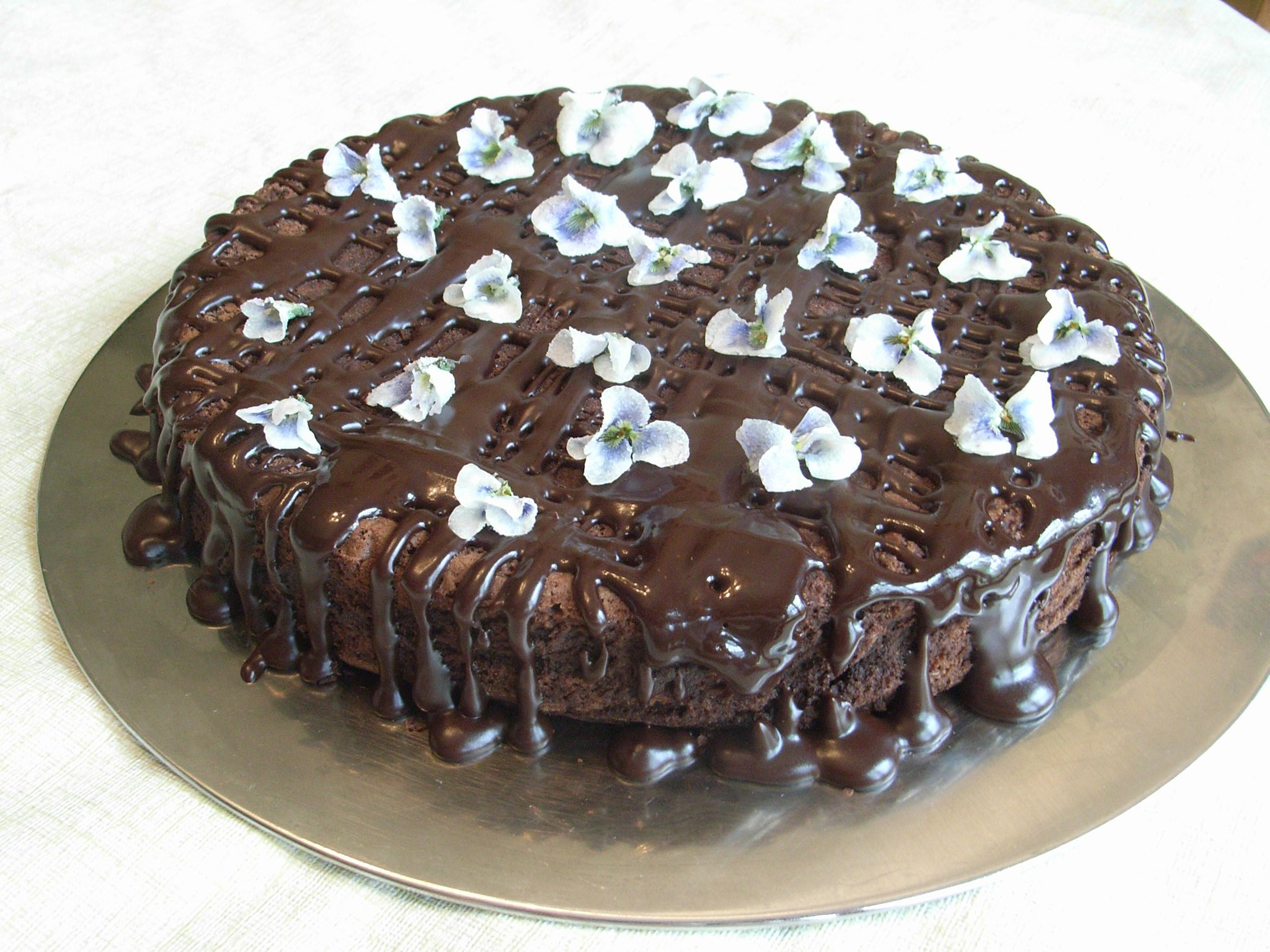
點綴有可食用的紫罗兰花糖的巧克力蛋糕。

許多花的味道並不好吃，因此雖然可供食用的花卉数以百计，但其中作为蔬菜的種類不多，在西方料理更常用花來点缀颜色，加入沙拉中。作為顏色使用的花包括番紅花（黃色）、蝶豆花（藍色）。万寿菊可作为鸡饲料，以使雞隻食後所產的蛋黄呈现更宜人的金黄色泽。

### 味道

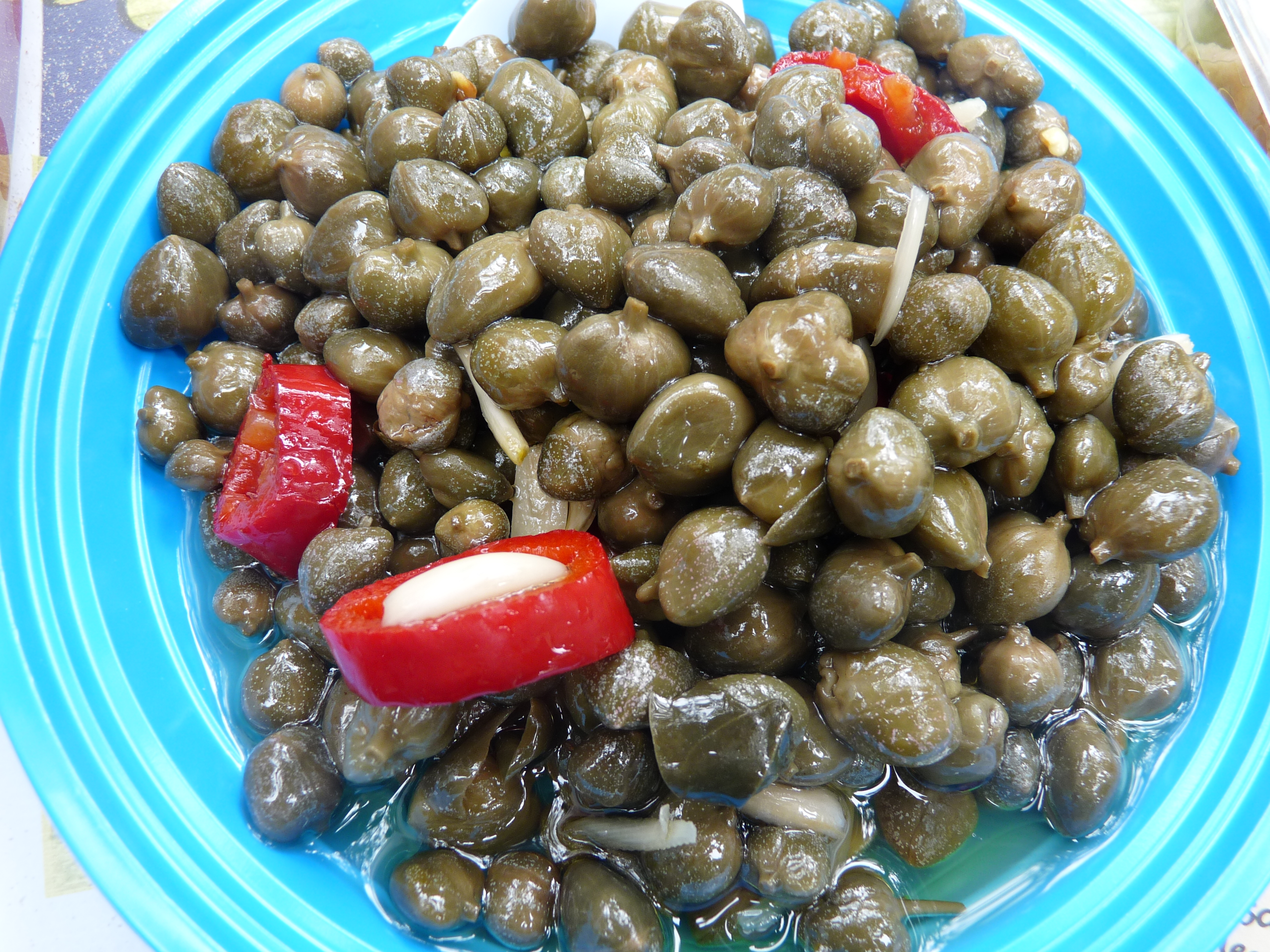
醃漬過的續隨子

許多花是作為香料使用。例如番红花的柱头，可提取出全世界最为昂贵的香料。丁香和续随子也可以用来提取香料。此外，蛇麻（啤酒花）和蒲公英可用於酿酒，一些食用花卉还可加工为蜜饯，例如菊花、月季和三色堇等。花也可以做成醬料，例如桂花釀、韭花醬、玫瑰醬等。食用花亦可加進黄油或果醬之類的抹醬來增味，又或為醋、腌泡汁及沙律的醬汁添味。
花亦可用於冲泡花茶，利用茶吸收异味的特点，将香花与新茶同闷，茶将香味吸收後再把干花筛除，包括茉莉花茶、玉兰花茶、珠兰花茶、洋甘菊茶等。
有些花帶有花蜜，因此帶有甜味，且各種花的花蜜味道不盡相同。

## 風險
有些花有微毒，只能少量食用，例如蘋果花含有氰化物、三色堇含有皂苷、琉璃苣和金針花有利尿劑成份、香豬殃殃有抗凝血功能、椴树花大量使用可能造成心臟問題、以及萬壽菊。另外，有毒或是會引發過敏的花可能被誤認成可食花，或是因為俗名相同而搞混。

## 常見食用花
下列部分食用花：

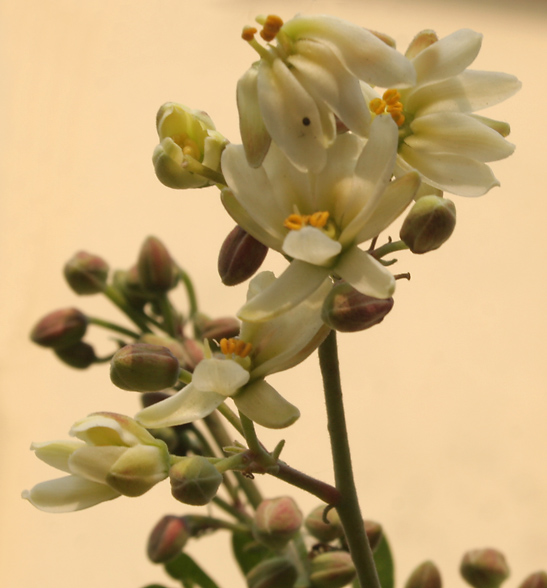
辣木（Moringa oleifera）的花在印度次大陸是常見的食用材料。

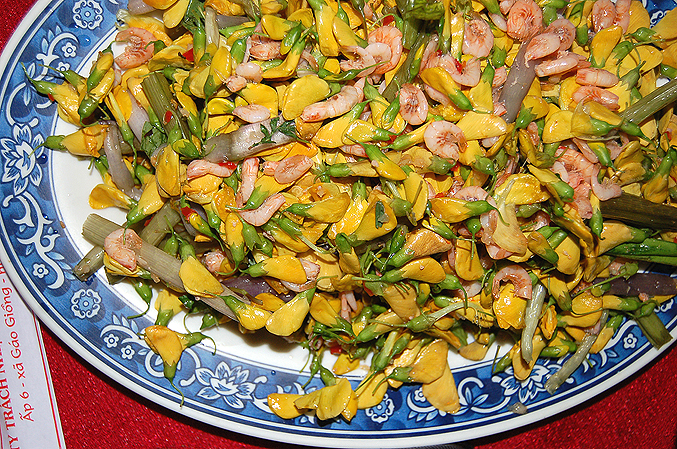
在越南菜使用的刺田菁花

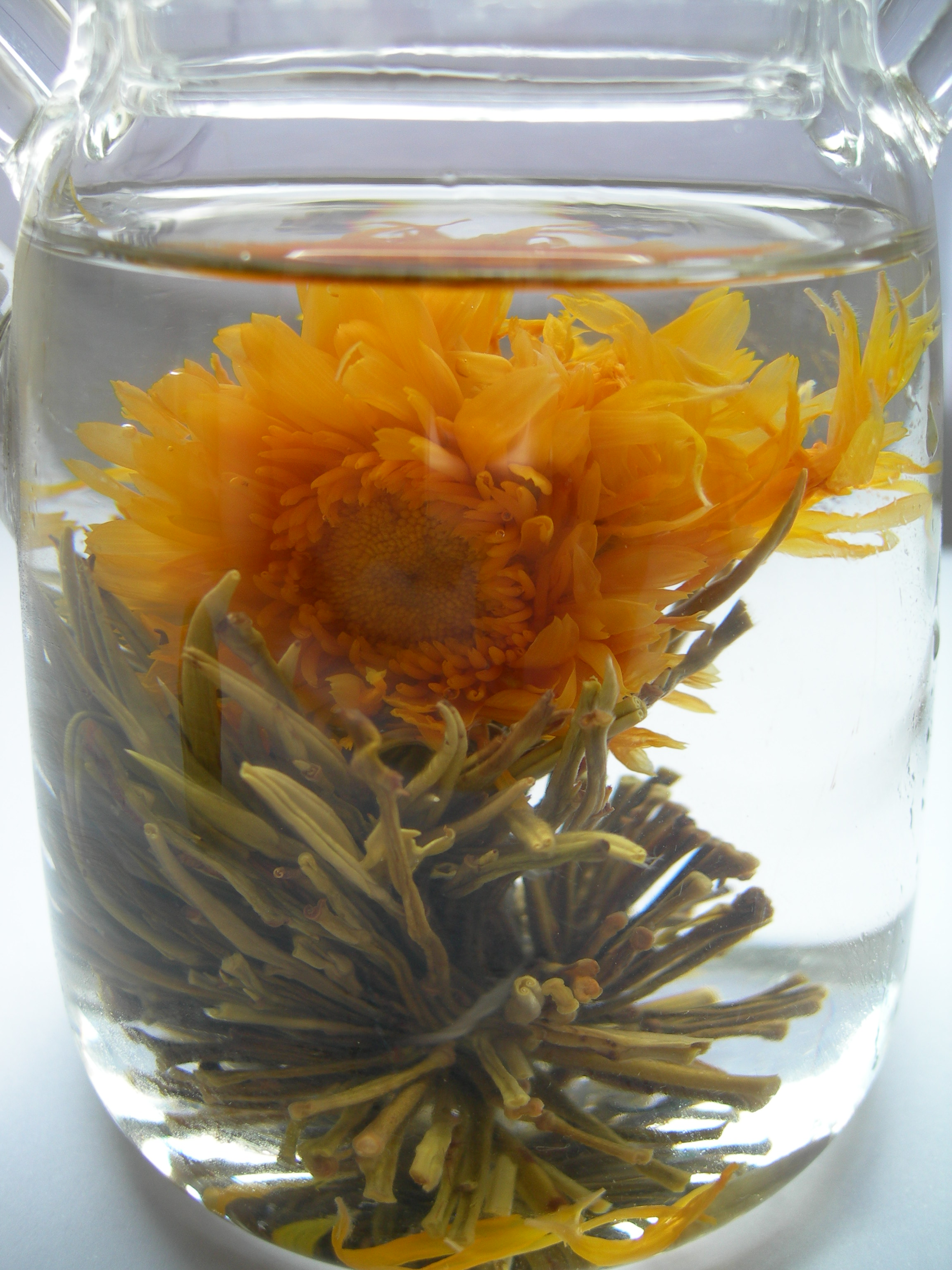
菊花茶

- 萱草屬：包括金針花和其他幾種類似的花，常用在中式料理。
- 檳榔：檳榔花，又稱檳榔心或半天筍，流行於臺灣。
- 桂花：包括金木樨，將其花以砂糖製成蜜餞、做成桂花釀、桂花糕等中式及日式點心。
- 芥菜類：許多種花菜，或根莖葉菜類的花
  - 油菜花
  - 花椰菜：人工選殖的常見花菜類。
  - 西蘭花：人工選殖的常見花菜類。
  - 芝蔴菜（Eruca sativa）
- 葫蘆科：花朵較大，可些地方作為蔬菜食用
  - 美洲南瓜（Cucurbita pepo）
  - 櫛瓜
- 豆科
  - 大花田菁（Sesbania grandiflora）：在南亞及東南亞地區最常見的食用花。
  - 菜豆（Phaseolus vulgaris）
  - 蝶豆花：泡茶或用作藍色染料
  - 三葉草屬
  - 刺槐花：用於花茶或加人到薄烤饼中[7]。在歐洲多處都有以刺槐花來作油炸餡餅的餡[8][9][10][11]。
- 薑目：許多種類的花在東南亞當作香料或蔬菜使用
  - 蘘荷：常用於日本
  - 火炬薑
  - 野薑花
  - 美人蕉
  - 香蕉
- 菊科：大多沒有明顯的氣味，較常用作裝飾
  - 菜薊：人工選殖的花菜類，常見於西方。
  - 蒲公英（Taraxacum officinale）
  - 向日葵
  - 果香菊（Chamaemelum nobile）：即洋甘菊，可泡茶。
  - 菊苣
  - 菊属（Chrysanthemum spp.）：食用其花瓣。見菊花（日语：食用菊）。
  - 矢車菊（Centaurea cyanus）
  - 秋英屬（Cosmos spp.）：例如硫華菊（C. sulphureus）及大波斯菊（C. bipinnatus）。
  - 雛菊
  - 金盞花
- 傘形科：通常當作香料使用
  - 蒔蘿（Anethum graveolens）：又名刁草，香草。
  - 茴香：西式餐點的貴重香料
  - 欧当归
  - 车窝草（Anthriscus cerefolium）
- 錦葵科：花朵大，通常用來泡茶、醃漬或直接食用，也可能當作蔬菜使用
  - 欧锦葵（Malva sylvestris）：用於沙律及草本茶。
  - 朱槿（Hibiscus rosa-sinensis）
  - 秋葵
  - 蜀葵
  - 洛神花：其實不是花，而是果實。
- 蔥亞科：通常和葉子一樣有刺激的氣味
  - 蝦夷蔥（Allium schoenoprasum）
  - 韭菜：韭菜花可當作蔬菜，中國北方也做成韭花醬
  - 蒜：蒜薹即蒜的花，可作蔬菜
- 紫薇科
  - 西南猫尾木：產於中國南方和中南半島，有時和海濱貓尾木搞混
  - 海濱貓尾木（英语：Mangrove trumpet tree）（Dolichandrone spathacea）：產於南亞和東南亞，有時和西南貓尾木搞混
- 唇形科：大多為香料，較常使用莖葉，但花也可以使用。
  - 羅勒（Ocimum basilicum）：包括九層塔
  - 薄荷
  - 薰衣草：少數較常用花而非莖葉的唇形科香草
  - 迷迭香（Rosmarinus officinalis）
  - 百里香（Thymus vulgaris）
  - 鼠尾草（Salvia officinalis）
  - 鳳梨鼠尾草（Salvia elegans）
  - 茴藿香（Agastache foeniculum）
  - 大紅香蜂草（Monarda didyma）
- 石竹属（Dianthus spp.）
- 繁缕（Stellaria Media）：一般採食其莖、葉、花一起食用。
- 番紅花：其柱頭 (花)為貴重香料。
- 蔷薇属（Rosa spp.）：即玫瑰花瓣。
- 接骨木：西方料理中用來泡茶、做成煎餅或糖漿。東亞的冇骨消也可以用類似的方式使用。
- 落叶花桑（Broussonetia kurzii）
- 忍冬（Lonicera japonica）：全株有毒，只有花可以食用
- 欧丁香
- 旱金莲
- 西番蓮屬：百香果花
- 天竺葵属
- 金鱼草（Antirrhinum majus）：味道清淡，適合做任何菜餚。
- 香堇菜（Viola odorata）

## 延伸閱讀
- Barash, C. W. Edible Flowers from Garden to Palate. Golden: Fulcrum Publishing, 1993.
- Brown, K. Flowerpower. New York: Anness Publishing Limited, 2000.
- Mead, C. and E. Tolley. A Potpourri of Pansies. New York: Clarkson Potter Publishers, 1993.
- Strowbridge, C. and F. Tillona. A Feast of Flowers. New York: Funk & Wagnalls, 1969.

## 外部連結
- Edible Flowers. （页面存档备份，存于） University of Kentucky Cooperative Extension. 2012.
- Jauron, R., et al. Edible Flowers. （页面存档备份，存于） Iowa State University Extension and Outreach. 2013.
- Levitt, B. Cooking with edible flowers. Archive.today的存檔，存档日期2013-10-24 San Diego Union-Tribune March 26, 2013.